# Janko Sakasow

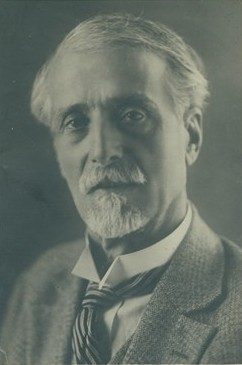
Janko Sakasow (1930)

Janko Iwanow Sakasow (bulgarisch Янко Иванов Сакъзов; * 24. September 1860 in Schumen; † 2. Februar 1941 in Sofia) war ein bulgarischer Politiker.

## Leben
Sakasow besuchte Hochschulen in Deutschland, dem Vereinigten Königreich und Frankreich. Von 1891 bis 1896 gab er in Bulgarien die sozialistisch ausgerichtete Zeitschrift Den heraus. Im Jahr 1892 war er einer der Gründer des jedoch nur bis 1894 bestehenden Bulgarischen Sozialdemokratischen Bunds. Er betätigte sich als Redakteur des Presseorgans des Bunds. Ab 1894 war er Mitglied im Zentralkomitee der Bulgarischen Sozialdemokratischen Arbeiterpartei. In den Regierungen von Aleksandar Malinow und Teodor Teodorow war Sakasow von 1918 bis 1919 bulgarischer Minister für Handel, Industrie und Arbeit. Er zog sich dann jedoch aus der Politik zurück.